# Els dotze d'Anglaterra
Els dotze d'Anglaterra és el nom donat a una història, meitat llegenda, meitat veritat, que és explicada per Fernão Veloso i que hauria succeït durant el regnat de Joan I de Portugal i que mostra una història típica de la conducta i el comportament de la cavalleria medieval. La història apareix en el Cant VI de  Os Lusíadas , Luís Vaz de Camões, considerada l'epopeia portuguesa per excel·lència, conclosa probablement el 1556, i publicada el 1572.

## La història
Es tracta d'una història cavalleresca que succeeix a l'Europa medieval, que narra com dotze dames angleses de la més alta noblesa es van sentir ofeses per dotze nobles, també anglesos, que afirmaven que no eren dignes del nom de «dames», vista la vida que portaven, i desafiaven a qualsevol a defensar la seva honra amb la força de l'espasa.
Les dames en qüestió es van veure en la necessitat de demanar ajuda a amics i parents, tots els quals es van negar a ajudar-les. Sense saber ja què fer, van decidir demanar ajuda i assessorament al Duc de Lancaster que havia lluitat amb els portuguesos contra el Regne de Castella i coneixia bé els portuguesos. Així que aquest els va indicar que dotze cavallers portuguesos eren capaços de defensar l'honor de les referides dames. Quan les dames es van assabentar del possible suport, cadascuna d'elles va escriure a cadascun dels dotze cavallers portuguesos i també al rei Joan I. Juntament amb les cartes també els va arribar la petició del Duc de Lancaster.
Després de rebre les cartes escrites, tota la cort es va sentir ofesa, i atès que el poble portuguès era un poble cavallerós i defensor de l'honra, aviat van partir els Dotze cavallers cap Anglaterra. Onze d'ells van partir per mar, però el més valent de tots, Álvaro Gonçalves Coutinho, conegut com a  O Magriço  ( El demacrat ), va decidir seguir amb el seu cavall per terra per «conhecer terras i Águas Estranha, vàries gent i Leis i vàries Manha» [conèixer terres i aigües estranyes, diverses gents i lleis i diverses manyes], assegurant però, que estaria present a temps al lloc del repte.
Resulta que quan va arribar el dia de torneig O Magriço no estava present, per a consternació dels seus companys que es van veure reduïts a ser onze genets contra els dotze cavallers d'Anglaterra. Les dames estaven vestides de negre, ja que al cap d'una hora tot es perdria. Però en l'últim moment i per a delit dels seus companys O Magriço va aparèixer i el seu combat va ser travat amb glòria per als portuguesos, que van guanyar l'enfrontament.
Després d'acabades les conteses, els dotze cavallers van ser rebuts pel duc de Lancaster al seu palau, qui els va oferir moltes festes i honors com a prova d'estima i gratitud.
Els noms d'aquests cavallers -de fet tretze en nombre- són coneguts i són tots personatges certificats històricament:
- Alvaro Vaz de Almada (més tard comte d'Avranches);
- Alvaro Gonçalves Coutinho, anomenat "o Grão Magriço";
- João Fernandes Pacheco i Lopo Fernandes Pacheco (fills de Diego Lopes Pacheco, un dels assassins de la dama Agnès de Castro);
- Álvaro Mendes Cerveira i Rui Mendes Cerveira, també germans;
- João Pereira Agostim;
- Soeiro da Costa;
- Luis Gonçalves Malafaia;
- Martim Lopes de Azevedo;
- Pedro Homem da Costa;
- Rui Gomes da Silva; i
- Vasco Anes da Costa, anomenat "Corte Real".

La base històrica d'aquest relat és, possiblement, el fet que molts d'aquests cavallers, en la joventut, haurien peregrinat com cavallers errants per Europa, lluitant en diversos conflictes. Així ho diu el cronista Gomes Eanes de Zurara (1410-1474)